# Tillandsia globosa
Tillandsia globosa är en gräsväxtart som beskrevs av Heinrich Wawra. Tillandsia globosa ingår i släktet Tillandsia och familjen Bromeliaceae.

## Underarter
Arten delas in i följande underarter:
- T. g. globosa
- T. g. major

## Bildgalleri

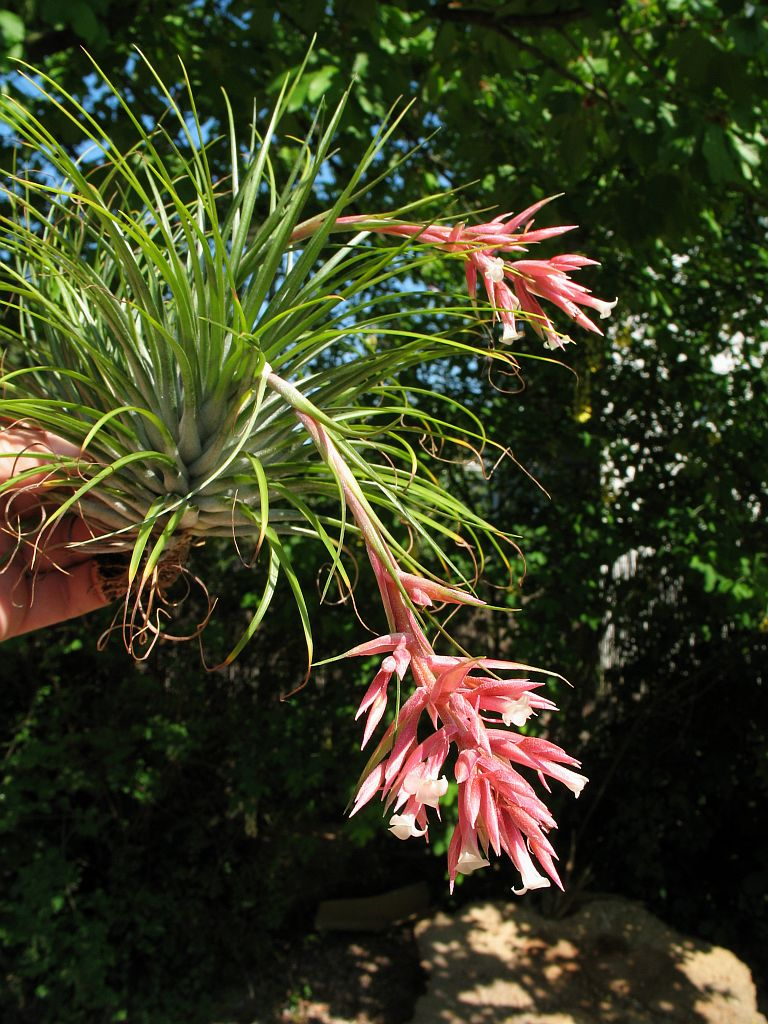
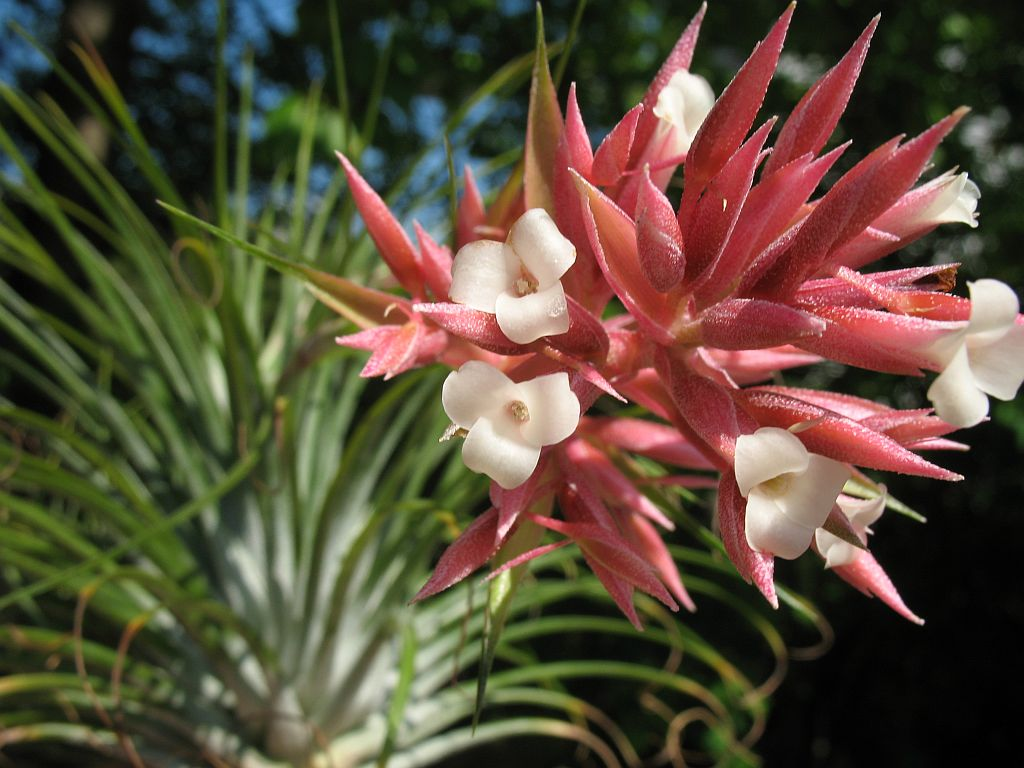